# Абстракция отождествления
Абстракция отождествления — способ формирования общих абстрактных понятий. 
Данный способ состоит в том, чтобы при рассмотрении исходных объектов принимать во внимание лишь те их различия, которые в данной ситуации по тем или иным причинам оказываются существенными (для целей и/или задач), игнорируя другие — несущественные. Исходные объекты, которые различаются несущественным образом, считаются одинаковыми, и в речевом аспекте абстракция отождествления проявится в том, что о двух одинаковых исходных объектах, при их отождествлении, можно говорить как об одном и том же абстрактном объекте — закрепив за ним соответствующий термин.

## Примеры
- отождествление одинаковых букв (слов, алфавитов) — приводит к понятию абстрактной буквы (абстрактного слова, абстрактного алфавита);
- отождествление эквивалентной фундаментальной последовательности рациональных чисел — приводит к понятию действительного числа;
- отождествление изоморфных групп — мы приходим к понятию абстрактной группы